# Đánh xèng
Đánh xèng còn gọi là kéo xu là một trò chơi dân gian Việt Nam, xuất hiện từ giữa thế kỷ XX.
Xuất hiện ở nông thôn là chủ yếu, dùng làm vũ khí hành hung trẻ em quanh làng
Khi đánh xèng thì cần kéo dây, và nếu cắt răng cưa thì dùng thêm tay cầm và dây phải là dây diều

## Công cụ
- Một nắp chai bia đập dẹt
- Một dây chun (thường là loại dây khâu bao xi măng) hoặc dây diều
- Đinh để luồn dây (nếu cần)
- Búa để tạo lỗ luồn dây (nếu cần)

## Luật chơi
- Buộc dây chun thành một vòng có đường kính từ 5 cm trở lên
- Luồn dây qua nắp chai đã đục lỗ
- Người chơi mắc hai đầu dây vào ngón cái
- Xoắn dây cho xèng quay tít
- Xèng quay thì kéo
- Lưu ý: Nếu cắt răng cưa thì hạn chế đụng mạnh vào lưỡi dao, nếu không hết sức cẩn thận sẽ bị đứt tay, chân